# Magnus Biermer
Karl Magnus Biermer (* 22. November 1861 in Bern; † 25. Februar 1913) war ein deutscher Nationalökonom und Mitglied des Provinzialtages Hessen.

## Leben

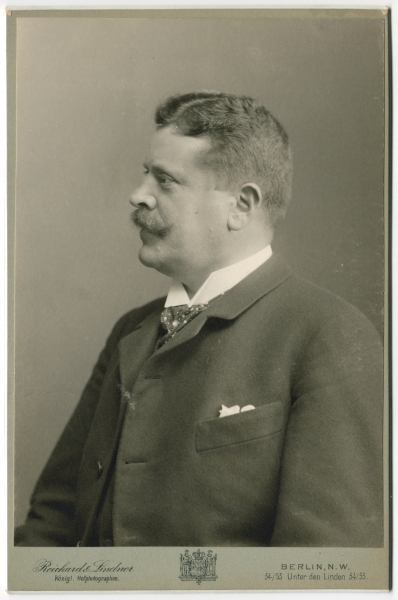
Portrait von Magnus Biermer

Magnus Biermer wurde als Sohn des Pathologen Michael Anton Biermer (1827–1892) und dessen Ehefrau Sophie Wahl (1830–1889) geboren.
Er war verheiratet mit Margarete Soetbeer, Tochter des Nationalökonomen Adolf Soetbeer und der Auguste Meyer.
Aus der Ehe ist die Tochter Wera (1899–1988), ⚭ am 17. Mai 1925 mit Martin Wagenschein.
Von 1882 bis 1886 absolvierte Biermer ein Studium der Rechtswissenschaften an den Universitäten in Breslau, München, Berlin und Göttingen. Am 22. Dezember 1887 promovierte er an der Friedrich-Schiller-Universität Jena zum Dr. jur. Nach  dem dreijährigen Referendariat beim Oberlandesgericht Breslau und anschließender zweiter juristischer Staatsprüfung wurde er 1891 Dozent an der Technischen Hochschule Aachen und am 21. September 1891 zum Syndikus der Industrie- und Handelskammer Münster gewählt. Am 26. Oktober 1893 wurde ihm durch Ministerial-Erlaß das Extraordinat für Staatswissenschaften an der Universität Münster erteilt.
Am 22. September 1898 wurde er ordentlicher Professor für Volkswirtschaft und Direktor des staatswissenschaftlichen Seminars an der Universität Greifswald und am  27. April 1900  ordentlicher Professor an der Justus-Liebig-Universität Gießen und Direktor des Großherzoglichen Statistischen Instituts, wo er 1905 Dekan wurde.
Er betätigte sich politisch und wurde 1904 für die Nationalliberale Partei  Mitglied des Provinzialausschusses des Provinzialtages Hessen, die Volksvertretung im Großherzogtum Hessen.

## Schriften
- 1904  Ruhland, Köhler-Langsdorf & Co, eine Streitschrift
- 1911  Gedenkschrift zum 100jährigen Bestehen d. Firma 1812–1912; Georg Philipp Gail, Rauchtabak, Kautabak- und Cigarrenfabrik Gießen
- 1913 Die finanzielle Mobilmachung
- 1914 Gedenkschrift zum hundertjährigen Bestehen der Firma Georg Philipp Gail, Giessen

## Öffentliche Ämter
- 1895 Vorstandsmitglied im „Verein zum Schutz der deutschen Goldwährung“